# Atherina presbyter
El abichón (Atherina presbyter), en algunos lugares denominado guelde, cabezuda, chirrete, pejerreye, piarda o sula, es una especie de pez actinopterigio de agua salada. Su pesca carece de interés, sólo para pesca de subsistencia.

## Morfología
Con el cuerpo alargado color plateado, la longitud máxima descrita es de unos 20 cm. En el intestino no presentan apéndices pilóricos; tienen una raya plateada grande, característica, brillante que corre a lo largo de los flancos de la cabeza a la cola; no hay verdadera línea lateral.

## Distribución y hábitat
Es una especie de agua marina o salobre, de conducta oceanódromo, que prefiere la zona nerítica y pelágica. Prefiere las aguas subtropicales de 14 °C. Se distribuye por la costa este del océano Atlántico, desde las islas británicas al norte hasta las islas Canarias, Mauritania y Cabo Verde al sur; también se distribuye por la mitad occidental del mar Mediterráneo.
Cuando son pequeños habitan en la zona pelágica cercana a la costa y los estuarios. Forman cardúmenes, con los que realizan migraciones estacionales por el Atlántico. Se alimenta de pequeños crustáceos carnívoros y larvas de peces.
Se reproducen entre primavera y verano, cuando en su migración llegan al norte, desovando en el canal de la Mancha y en el mar del Norte.